# 종교와 지리
종교와 지리(religion and geography)는 지리학, 즉 장소와 공간이 종교적 신념에 미치는 영향을 연구하는 학문이다.
종교와 지리의 관계에 대한 또 다른 측면은 종교지리학으로, 초기 지도 제작과 같이 지리적 개념이 종교의 영향을 받는 경우와 16세기에 성서에서 장소를 식별하기 위해 발전한 성경지리학이 있다.

## 연구 전통
전통적으로 지리와 종교의 관계는 세계에 대한 우주론적 이해를 형성하는 데 있어 종교의 영향을 통해 분명히 알 수 있다. 16~17세기부터 지리와 종교에 대한 연구는 주로 기독교의 전파(교회지리)에 중점을 두었지만, 17세기 후반에는 다른 종교의 영향과 전파도 고려되었다.
지리와 종교의 관계 연구에 대한 다른 전통적인 접근 방식에는 자연의 작용에 대한 신학적 탐구가 포함되었다. 이는 다양한 종교적 전통의 본질과 진화를 결정하는 데 있어 지리적 환경의 역할을 식별하는 고도로 환경 결정론적인 접근 방식이다.
따라서 지리학자들은 종교 자체에 대해서는 덜 관심을 가지지만 문화적 특징으로서의 종교가 사회, 문화, 정치 및 환경 시스템에 어떻게 영향을 미치는지에 대해서는 더 민감하다. 초점은 종교적 신념과 관행의 구체적 사항이 아니라 이러한 종교적 신념과 관행이 지지자들에 의해 어떻게 내면화되는지, 그리고 이러한 내면화 과정이 어떻게 사회 시스템에 영향을 미치고 영향을 받는지에 관한 것이다.

## 같이 보기
- 민족 종교
- 세계의 주요 종교